# Таємна поліція
Таємна поліція (або політична поліція) — органи розвідки, безпеки чи поліції, які беруть участь у таємних операціях проти політичних опонентів та дисидентів. Організації таємної поліції характерні для авторитарних і тоталітарних режимів. Вони захищають політичну владу диктатора або політичного режиму і часто діють поза законами, щоби придушити дисидентів і послабити політичну опозицію, часто застосовують насильство.

## Історія

### Африка

#### Уганда
В Уганді Державне пошукове бюро було організацією таємної поліції президента Іді Аміна. Бюро катувало багатьох угандійців, діючи від імені політичного режиму, відповідального за понад п'ятсот тисяч насильницьких смертей. Бюро намагалося проникнути в усі сфери життя Уганди.

### Азія

#### Китай
У Східній Азії цзиньї-вей (вишита уніформа варти, охорона в парчі) династії Мін була заснована в 1360-х роках імператором Хунву і служила таємною поліцією династії до краху правління Мін в 1644 році. Спочатку їхні основні функції полягали в тому, щоби служити охоронцями імператора, шпигувати за його підданими та повідомляти про будь-які змови, повстання чи замахи на царевбивство безпосередньо імператору Китаю. З часом організація взяла на себе правоохоронні та судові функції і стала надзвичайно потужною, з правом скасувати звичайні судові рішення, а також розслідувати, допитувати та карати будь-кого, включаючи членів імператорської родини. У 1420 р. для придушення політичної опозиції підозрюваної в узурпації трону імператором Юнле була створена друга організація таємної поліції, керована євнухами, відома як «донгчан» (Східне депо). У поєднанні ці дві організації зробили династію Мін однією з перших поліцейських держав у світі.

#### Японія
В Японії існувало Кемпейтай з 1881 по 1945 рік і було описано як таємна поліція Австралійським військовим меморіалом. Вони мали еквівалентну філію в імператорському флоті Японії, відому як Токейтай. Однак їхній цивільний аналог, відомий як «Tokkō», був створений у 1911 році. Його завдання полягало в контролі політичних груп та ідеологій в імперській Японії, що більше нагадувало інші агентства таємної поліції того періоду. За це вони отримали назвисько «Поліція думок».

#### Південна Корея
Корейське Центральне розвідувальне управління було агентством таємної поліції Південної Кореї, яке діяло нерозсудливо і брало участь, серед іншого, у таких подіях, як викрадення кандидата в президенти та вбивство Пак Чон Хі.

### Саудівська Аравія
Уряд Саудівської Аравії не терпить дисидентів і може накладати на них покарання, тому Саудівська Аравія також несе відповідальність за страту саудівсько-американського журналіста Джамаля Ахмада Хашоґджі в 2018 році. Коли він увійшов до посольства Саудівської Аравії в Туреччині, група саудівських вбивць вбила його та позбулася його тіла.

### Європа

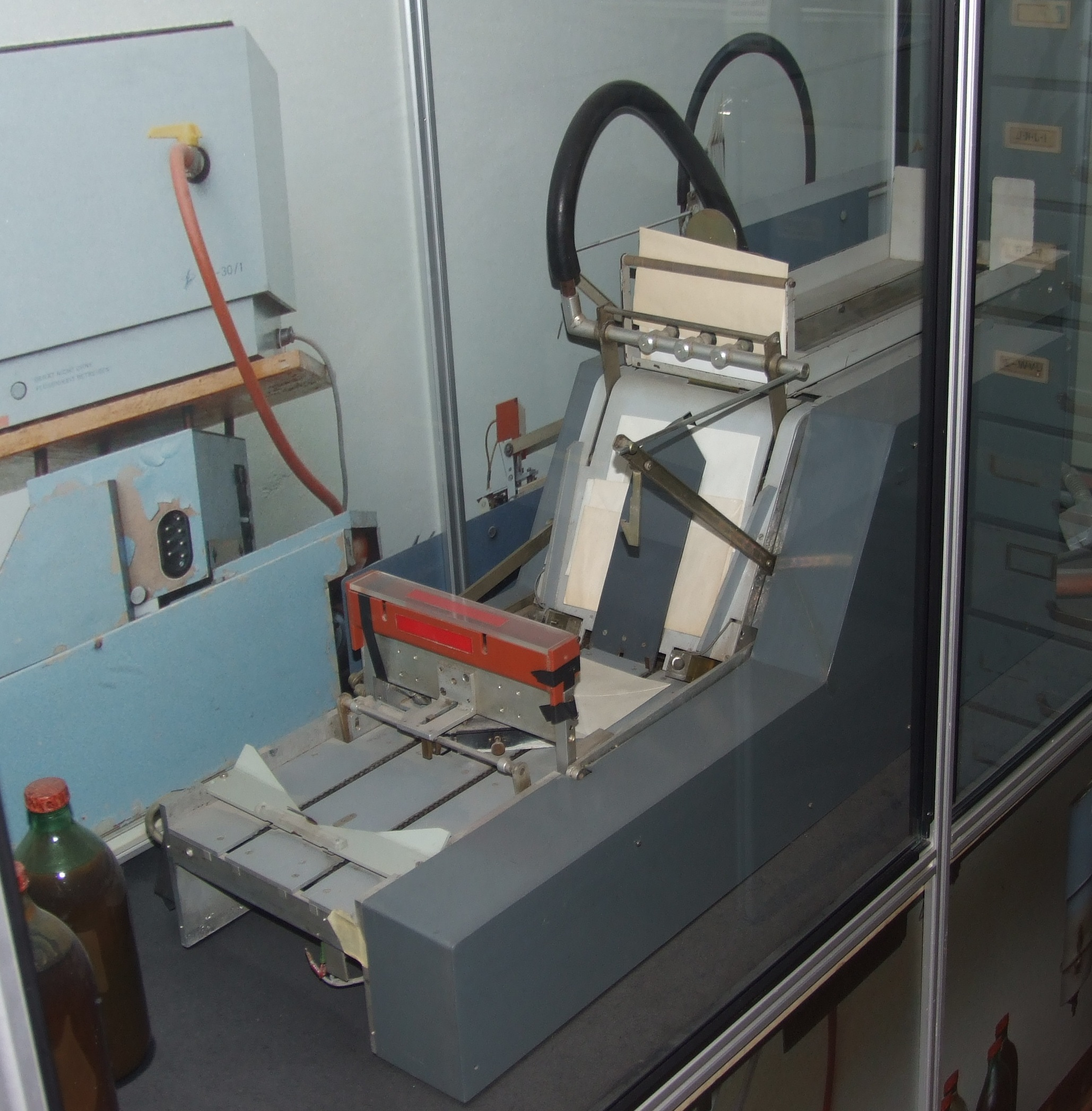
Машина, на якій Штазі повторно склеювала конверти після того, як приватну пошту було відкрито для перевірки.

Організації таємної поліції виникли в Європі 18-го століття після Французької революції та Віденського конгресу. Ними були організовані спецоперації з метою виявлення будь-яких можливих змов чи революційної диверсії. Пік спецоперацій таємної поліції в більшій частині Європи припав на 1815-1860 роки, «коли обмеження на голосування, збори (асоціації), профспілки та пресу були настільки суворими в більшості європейських країн, що опозиційні групи були змушені до змовницької діяльності». У цей період особливо відома «нім. Geheime Staatspolizei» Австрійської імперії та «нім. Geheimpolizei» Королівства Пруссії. Після 1860 р. використання таємної поліції скоротилося через посилення лібералізації, за винятком автократичних режимів, у таких країнах як Російська імперія.

#### Німеччина
У нацистській Німеччині з 1933 по 1945 рік Geheime Staatspolizei (таємна державна поліція, гестапо) була організацією таємної поліції, яка використовувалася для виявлення та ліквідації опозиції, включаючи підозрюваних в участі організації руху опору. Його основним обов'язком, згідно із законом 1936 року, було «розслідувати та придушувати всі антидержавні тенденції». Одним із методів шпигування за громадянами було перехоплення листів або телефонних дзвінків. Вони заохочували простих німців доносити їм інформацію один про одного. Як частина Головного офісу безпеки рейху, воно також було ключовим організатором Голокосту. Хоча гестапо налічувало відносно мало членів (32 000 у 1944 р.), але «воно максимізувало ці невеликі ресурси завдяки інформаторам і великій кількості доносів від місцевого населення». Після поразки нацистів у Другій світовій війні таємна поліція Східної Німеччини, Штазі, також використовувала розгалужену мережу цивільних інформаторів.

#### Угорщина
У музеї Будинку терору в Будапешті розміщено штаб-квартиру партії «Стрілохрест», яка вбила сотні євреїв у своєму підвалі, серед інших об'єктів, які вважаються «ворогами расової держави». Цю ж будівлю використовувала таємна поліція Управління державної охорони (УДБ). УДБ радянського штибу переїхало до колишнього штабу нацистської поліції і використовувало його для катування та страти опонентів політичного режиму в державі.

#### Росія
Іван Грозний впровадив опричнину в Росії в 1565—1572 роках. Вже в період існування Російської імперії силами таємної поліції були Третій відділ імператорської канцелярії, а потім Охоронних відділень (відомих сучасникам як «охранка»). Агенти «охранки» відігравали важливу роль у виявленні та придушенні супротивників російського царизму. Охорона займалася тортурами та проникненням до організацій супротивників. Вони проникали в профспілки, політичні партії та в редакції газет. Після російської революції (1917 р.) в Радянському Союзі була створена ВНК, ОДПУ, НКВС, НКДБ і МВС СРСР. «ЧК», як уповноважена таємна поліція під владою більшовиків, придушувала політичних опонентів під час червоного терору. Вона також проводила контррозвідувальні операції, такі як операція «Трест», під час якої створила фальшиву антибільшовицьку організацію для виявлення супротивників. Це був тимчасовий попередник КДБ, пізнішого органу таємної поліції, який використовувався для подібних цілей. НКВС брав участь у великому терорі за часів Сталіна.

### Північна Америка

#### Куба
На Кубі таємна поліція президента Фульхенсіо Батісти, відома як Бюро з придушення комуністичної діяльності, придушувала політичних опонентів, таких як «Рух 26 липня», за допомогою репресивних методів, включаючи насильницькі допити.
При Комуністичній партії Куби міністерство внутрішніх справ виконувало ряд таємних поліцейських функцій. Ще в 1999 р. організація «Г'юман Райтс Вотч» повідомила, що репресії проти дисидентів були звичайною справою, хоча й більш жорсткими після періодів активізації опозиції. Бюро демократії, прав людини та праці при Держдепартаменті США повідомило, що міністерство внутрішніх справ Куби використовує мережу інформаторів, відому як «комітети захисту революції», для моніторингу опонентів уряду Куби. Державна поліція таємно діяла серед «комітетів захисту революції», і більшість дорослих кубинців є офіційними їх членами. «Комітетів захисту революції» мають завдання інформувати про інших кубинців та контролювати діяльність серед них.

#### Мексика
Під час доктрини Трумена президент Мексики Мігель Алеман Вальдес створив Федеральне управління Сегурідаду для боротьби з комуністичною опозицією. Пізніше агентство було замінено на Управління розслідувань та нацбезпеки у 1985 р. після того, як стало відомо, що агенти Федерального управління Сегурідаду працювали на картель Гвадалахари. У 1989 р. його замінив Центр внутрішньої безпеки та розслідувань.

#### Сполучені Штати
У штаті Міссісіпі Комісія з суверенітету штату Міссісіпі («Сов-Ком») була державним агентством, яких губернатор Міссісіпі наділяв незвичайними повноваженнями в 1956—1977 роках, щоби стежити за приватним життям громадян з метою підтримки расової сегрегації. Влада використовувалася для придушення та шпигунства за діяльністю правозахисників, а також інших, кого підозрювали в настроях, що суперечать зверхності білих громадян США. Агенти «Сов-Ком» прослуховували та підслуховували громадян США, хоча деякі історики вважають цю таємну поліцію звичайним агентством. Серед іншого, «Сов-Ком» співпрацювала з Ку-клукс-кланом і брала участь у маніпуляціях присяжних, щоби досягти своїх цілей. Це агентство припинило свою діяльність у 1973 р., але офіційно не було розпущено до 1977 р..
У 1945 р. президент Гарі Трумен писав, що Федеральне бюро розслідувань (під керівництвом директора Джона Едгара Гувера) перетворилося на таємну поліцію, і порівнював його з гестапо:

Ми не хочемо ні гестапо, ні таємної поліції. ФБР працює в цьому напрямку. Вони втягуються в скандали сексуального життя [збочення] і звичайний шантаж, але їм слід ловити злочинців. Також мають звичку глузувати з місцевих правоохоронців

Починаючи з 1956 р. ФБР Гувера розпочало проєкт «Контррозвідувальна програма», спрямований на придушення внутрішніх політичних опонентів. Серед інших їх цілей — був Мартін Лютер Кінг-молодший.

### Південна Америка

#### Бразилія
Під час диктатури Гетуліо Варгаса, між 1930 і 1946 роками, Департамент політичного та соціального порядку (ДПСП) був урядовою таємною поліцією.
Під час військової диктатури в Бразилії ДПСП працював у військовому режимі разом з Департаментом інформаційних операцій — Центром операцій внутрішньої оборони (ДІО-ЦОВО) і Національною службою розвідки (НСР), а також займався викраденнями, катуваннями, і нападами на театри та книгарні.

#### Чилі
Управління національної розвідки Чилі (УНР), було потужним агентством таємної поліції під правлінням Аугусто Піночета, яке було звинувачене у вбивствах і тортурах, пов'язаних з репресіями політичних опонентів. Розслідування уряду Чилі показало, що понад 30 000 людей були закатовані агентством.

#### Венесуела
Під час диктатури Маркоса Переса Хіменеса таємна поліція «Національна безпека» розслідувала, заарештовувала, катувала та вбивала політичних опонентів уряду Венесуели. З 1951 по 1953 рік він керував табором на Гуасіна, що фактично був табором примусової праці. «Національна безпека» була ліквідована після повалення влади Переса Хіменеса 23 січня 1958 р..
Під час кризи у Венесуелі та венесуельських протестів віце-президентів Тарека Ель Айсамі та Делсі Родрігес звинуватили у використанні Боліварської служби національної розвідки (БСНР) для придушення політичних демонстрацій. Директор БСНР і генерал Мануель Крістофер Фігера повідомив, що БСНР катувало політичних демонстрантів під час допитів.

## Функції та методи
Ілан Берман і Джон Майкл Уолер описали таємну поліцію як центральне місце в тоталітарних режимах й «незамінний засіб для консолідації влади, нейтралізації опозиції та побудови однопартійної держави». На додаток до цієї діяльності таємна поліція також може відповідати за завдання, не пов'язані з придушенням внутрішнього інакомислення, наприклад, збір відомостей щодо іноземної розвідки, участь у контррозвідці, організація безпеки кордонів, охорона урядових будівель і посадових осіб. Сили таємної поліції іноді продовжують існувати навіть після падіння тоталітарного режиму.
Свавільне затримання, викрадення та насильницькі зникнення, катування та вбивства — усе це інструменти таємної поліції «для нейтралізації опозиції, розслідування чи покарання (справжньої чи уявної) опозиції». Оскільки таємна поліція зазвичай діє з великими дискреційними повноваженнями «вирішувати, що є злочином» і є інструментом, який використовується для нападу на політичних опонентів, вона діє поза межами верховенства права.
Люди, затримані таємною поліцією, часто свавільно заарештовуються та затримуються без належного судового процесу. Перебуваючи під вартою, заарештовані можуть бути піддані тортурам або нелюдському поводженню. Підозрювані не можуть отримати публічний суд, а замість цього можуть бути визнані винними у «кенгуровому суді» (на показовому судовому процесі), у таємному суді. Таємна поліція, як відомо, використовувала ці підходи в історії Східної Німеччини (Міністерство державної безпеки або «Штазі») та португальської Міжнародної і державної поліції оборони.

## Контроль
Єдина секретна служба може становити потенційну загрозу для центральної політичної влади. Політолог Шина Грайтенс писала, що:

«Коли справа доходить до їхніх сил безпеки, автократи стикаються з фундаментальною „дилемою примусу“ між розширенням повноважень і контролем… Автократи повинні наділити свої сили безпеки достатніми можливостями примусу для забезпечення внутрішнього порядку та зовнішньої оборони. Не менш важливо для їхнього виживання, однак, вони повинні контролювати цю здатність, щоби гарантувати, що вона не звернена проти них»

Тому авторитарні режими намагаються брати участь у «забезпеченні перевороту» (створення інституцій, щоби мінімізувати ризики державного перевороту). Два способи є зробити це:
- посилити фрагментацію (тобто зробити розподіл повноважень між апаратами безпеки політичного режиму, щоби запобігти «будь-якому окремому відомству накопичити достатньо політичної влади для здійснення державного перевороту») і
- збільшити ексклюзивність (тобто очистити апарат безпеки політичного режиму на користь сімейним, соціальним, етнічним, релігійним і племінним групам, які сприймаються як більш лояльні)[58].